# Bistum Prosperidad
Das Bistum Prosperidad (lat.: Dioecesis Prosperidadensis) ist eine auf den Philippinen gelegene römisch-katholische Diözese mit Sitz in Prosperidad.

## Geschichte
Papst Franziskus errichtete das Bistum Prosperidad am 15. Oktober 2024 aus Gebietsanteilen des Bistums Butuan und unterstellte es dem Erzbistum Cagayan de Oro als Suffraganbistum. Zum ersten Diözesanbischof wurde mit gleichem Datum der bisherige Weihbischof in Cebu, Ruben Caballero Labajo, ernannt.
Das Territorium des Bistums umfasst die Provinz Agusan del Sur mit den Municipios Bayugan, Ezperanza, Talacogon, Prosperidad, San Luis, Bunawan, La Paz, Loreto, Rosario, San Francisco, Santa Josefa, Sibagat, Trento, Veruela.